# 원경왕후
원경왕후 민씨(元敬王后 閔氏, 1365년 8월 6일(음력 7월 11일) ~ 1420년 8월 27일(음력 7월 10일))는 조선 태종의 왕비이며, 세종의 어머니이다.

## 개요
조선을 건국한 태조 이성계의 다섯째 아들인 이방원(태종)과 혼인하였으며, 왕자의 난 당시 친정 식구들과 함께 태종을 도와 태종이 왕이 되는 데 막대한 역할을 하였다. 하지만 태종의 외척 숙청 과정에서 아우들이 모두 사사되면서 친정은 멸문의 화를 입었다.
태종과 원경왕후는 태종이 새로 후궁을 들이는 일과 원경왕후의 친정 식구들 문제, 양녕대군의 폐위 문제를 두고 갈등하였다. 원경왕후는 조선 왕조에서 문정왕후, 명성황후와 더불어 가장 정치성이 강한 왕비였으며, 성격 또한 담대하였다.

## 생애

### 탄생과 가계
본관은 여흥이며, 1365년(공민왕 14년) 7월 11일, 고려 송경(松京) 철동(鐵洞)의 사제에서 아버지 민제(閔霽)와 어머니 삼한국대부인 여산 송씨의 4남 4녀 중 셋째 딸로 태어났다.
원경왕후의 친정 가문인 여흥 민씨는 고려 후기의 대표적인 권문세족 중 하나이며, 아버지 민제는 충혜왕의 왕비인 희비 윤씨의 외사촌 동생이다. 원경왕후는 충정왕과 6촌지간이기도 하다.

### 혼인과 옹주 시절
1382년(우왕 8년), 당시 왜구를 토벌하여 명성이 높던 이성계의 다섯째 아들 이방원과 혼인했다.
1392년 시아버지 이성계가 조선을 건국하여 왕으로 즉위하여 남편 이방원이 정안군(靖安君)에 책봉되자 민씨 또한 정녕옹주(靖寧翁主)에 봉해졌다. 이 시기에 경안공주와 양녕대군, 효령대군, 충녕대군(세종)을 낳았다.

### 왕자의 난과 세자빈 책봉

#### 제1차 왕자의 난
조선을 건국한 이성계는 막내아들인 의안대군 방석을 세자로 책봉하였는데, 조선 건국의 혁혁한 공을 세운 이방원을 비롯한 신의왕후 소생의 왕자들은 크게 반발하였으며, 방석을 지지하는 신덕왕후와 정도전 등과 대립하였다.
1398년(태조 7년), 정도전은 사병 혁파법을 강행하였고 이로 인해 왕자들의 사병 보유와 무기 소유가 금지되자 민씨는 변란에 대비하여 무기들을 숨겨놓았다.
 
날이 이미 어두워졌다.
이때 여러 왕자들이 거느린 시위패를 폐하게 한 것이 이미 10여 일이 되었는데,
다만 방번(芳蕃, 무안대군)만은 군사를 거느림이 그전과 같았다.
정안군(태종)이 처음에 군사를 폐하고 진영 안에 있는 무기를 모두 불에 태워버렸는데,
이때에 와서 부인(원경왕후)이 몰래 병장기를 준비하여 변고에 대응할 계책을 하였던 것이다.
(중략)
처음에 정안군(태종)의 부인(원경왕후)이 자기 스스로 정안군이 서서 있는 곳까지 이르러
그와 화패(禍敗)를 같이하고자 하여 걸어서 나오니,
정안군의 심복인 최광대 등이 극력으로 간하여 이를 말렸으나,
종(奴) 김부개가 정도전의 갓과 칼을 가지고 온 것을 보고 그제야 돌아왔다.
 — 《태조실록》 14권,
태조 7년(1398년 명 홍무(洪武) 31년) 8월 26일 (기사)
이후 태조가 병석에 눕자, 민씨 일파는 이방원에게 반정을 독려하였고 이방원은 처남인 민무구, 민무질을 비롯해 익안대군 방의와 회안대군 방간 등 여러 왕자들과 함께 정변을 일으켜 신덕왕후 소생의 이복 동생인 무안대군 방번과 세자 방석을 죽이고 정도전과 남은, 심효생을 비롯한 일파들을 모조리 주살한 뒤에 정권을 장악하였다.
이에 태조는 정변에 순응하고 둘째 아들인 영안대군 방과(정종)에게 왕위를 물려주었다.

#### 제2차 왕자의 난
1400년(정종 2년) 1월, 정종의 후계를 두고 정안군 방원과 회안대군 방간이 다투었고, 회안군은 패배하여 토산으로 유배되었다. 이후 정종은 정안대군 방원을 세자로 책봉하였고, 부인 민씨 또한 세자빈에 책봉되어 정빈(貞嬪)의 작호를 받았다.

## 왕비 시절
1400년(태종 즉위년), 남편 태종이 정종의 선위를 받아 즉위하자, 민씨 또한 정비(靜妃)에 책봉되어 왕비가 되었다.

### 태종과의 갈등
즉위 초 원경왕후는 태종의 축첩과 후궁을 들이는 문제로 크게 다투었다.
1401년(태종 1년), 태종이 어떤 궁인을 가까이하자 분노한 원경왕후가 궁인을 따로 불러내어 힐문하였고 이를 안 태종이 노하여 원경왕후전의 시녀와 환관을 내쳤다.
1402년(태종 2년), 원경왕후가 왕비가 되기 전 사가에서 거느리던 여종(家婢)인 김씨(효순궁주)가 태종의 아이를 임신하자, 원경왕후는 계집종 삼덕(三德)을 시켜 김씨를 감시하게 하였다. 김씨가 마침내 아들 경녕군을 낳자, 원경왕후와 그 형제들이 김씨의 해산을 방해하고 구호조치를 못하게 하는 등 핍박하여 경녕군 모자를 사지로 몰았으나 이들 모자는 목숨을 부지하였다.
이 당시에 태종은 경녕군 모자가 죽을뻔한 일이 있었다는 사실 조차 모르고 있다가 13년이 지난 후에 알게 되었는데, 경녕군 모자를 핍박한 죄를 물어 처남인 민무휼과 민무회를 숙청하였다.
태종은 원경왕후의 투기가 심한것을 비판하며, 역대 제왕들의 비빈의 숫자와 빈첩의 제도를 상고하게 하였고, 새로운 간택 후궁을 맞이하기로 결정한다. 이에 성균악정 권홍의 딸인 의빈 권씨를 새로운 후궁으로 간택하였는데, 원경왕후는 태종의 옷을 붙잡고 원망의 말을 하며 울고 식음을 전폐하여 태종과 권씨의 가례색이 중지되었다.
| “ | 上何忘故意乎? 吾與上同守艱難, 共經禍亂, 乃有國家, 今乃忘我至此乎? 상(태종)께서는 어찌하여 예전의 뜻을 잊으셨습니까? 제가 상과 더불어 함께 어려움을 지키고 같이 화란(禍亂)을 겪어 국가를 차지하였사온데, 이제 나를 잊음이 어찌 여기에 이르셨습니까? | ” |
|   | — 《태종실록》 3권, 태종 2년(1402년) 3월 7일 (경인) |   |

원경왕후는 이 일로 마음의 병을 얻었고 태종은 수일동안 조회를 열지 않았다.
1407년(태종 7년), 원경왕후는 태종이 강무를 나간 늦은 시각에 남동생인 민무질의 아내 한씨에게 미복을 입히고 몰래 입궁하게 하였는데, 이 사실을 안 태종이 격노하여 함부로 궁궐 문을 열어 입궁시킨 내관들을 처벌하였다. 민무구와 민무질은 당시 태종에 의해 황해도 연안과 경기도 장단에 안치되어있던 상태였다. 이 사건 이후 민무구와 민무질은 각각 여주와 대구로 이송되었다.
 
임금이 황희에게 이르기를,
"내가 일찍이 중궁(中宮, 원경왕후)에게 민무구 등의 불충한 음모와 장래의 화를 여러번 깨우쳐 타일렀더니,
 중궁이 빠짐없이 모두 알고서 분개하여 이를 갈며 
'(아우들을) 절대로 구원하거나 보호할 생각이 없다'고 하며 말하기를,
‘부모님 생전에나 (아우들의) 목숨을 보전 할 수 있으면 족하겠습니다.’ 하였다.
 그러나 부인의 어진 마음으로 차마 갑자기 끊지 못하고,
 지금 강무(講武)하는 틈을 타서 몰래 민무질의 아내를 불러 궁중에 출입하게 하였다.
 그 사이의 상황을 헤아리기가 어려우니, 어떻게 처리해야 한단 말인가?
 아무리 생각하여도 그 묘안을 얻지 못하겠다.
 — 《태종실록》 14권,
태종 7년(1407년 명 영락(永樂) 5년) 11월 10일 (경신)

### 민씨 가문의 몰락
태종은 왕권 강화 과정에서 외척의 세력이 강해지는 것을 경계하여 원경왕후의 아우들을 숙청하였다. 원경왕후의 남동생 4형제 모두 남편 태종에 의해 사사되었다. 태종은 처음에 민무구와 민무질을 귀양보냈다가, 장인인 민제가 죽은 후에 사약을 내렸으며, 6년후에는 민무휼과 민무회 형제에게 자결을 명하였다.

#### 민무휼 · 민무회 숙청
왕(태종)이 전지하기를,
| “ | 바람과 추위의 핍박과 옮겨 다니는 괴로움으로 인하여 병을 얻고 또 유종이 났으니, 경녕군 모자(母子)가 함께 산 것이 특별한 천행이었다. 나는 그 때 이런일이 있었는지 미처 알지 못하였다. 지금 내가 늙고 가만히 생각하니 참으로 측은하다. 핏덩어리[赤子]가 기어다니는 것을 사람들이 모두 불쌍히 여기는데, 여러 민씨(閔氏)들이 음참(陰慘)하고 교활하여 다양한 방법으로 꾀를 내어 기필코 사지(死地)에 두고자 하였으니, 이는 대개 그 종지(宗支, 왕의 자손)를 제거하고자 하는 생각을 오래전부터 마음속에 쌓아왔기 때문이다. 그렇기 때문에 그 핏덩어리(경녕군)에게 하는 짓이 또한 이와 같이 극악하였다. 그러나 천도가 밝고 어그러지지 않아서, 비록 핏덩어리가 미약함에도 보존하고 도와서 온전하고 편안하게 한 것이 지극하였다. 어찌 간사하고 음흉한 무리로 하여금 그 악한 짓을 이루게 하겠느냐? 이것이 실로 여러 민씨들의 음흉한 일이니 내가 만일 말하지 않는다면 사필(史筆)을 잡은 자가 어찌 능히 알겠는가? 진실로 사책(史冊)에 상세히 적어 후세에 분명히 보여 외척으로 하여금 경계할 바를 알게 하라. | ” |
 — 《태종실록》 30권,
태종 15년(1415년 명 영락(永樂) 13년) 12월 15일 (무인)

## 최후

### 사망
아들 세종이 즉위하자 왕대비가 되어 후덕왕대비(厚德王大妃)의 존호를 받았다. 1420년(세종 2년) 7월 10일, 수강궁의 별전에서 승하하였다.
 
낮 오시(日午)에 대비가 별전에서 훙(薨)하니, 춘추가 56세이고, 중궁에 정위(正位)한 지 21년이다.
모든 범절을 한결같이 옛 예법을 좇아, 임금(세종)이 옷을 갈아 입고, 머리 풀고, 발 벗고,
부르짖어 통곡하였다.
상왕(태종)이 거적자리에 나아가 미음을 전하였는데,
이 때 임금이 음식을 입에 대지 않은 지 이미 수일이라,
상왕이 눈물을 흘리며 울면서 권하였다.
 — 《세종실록》 8권,
세종 2년(1420년 명 영락(永樂) 18년) 7월 10일 (병자)

### 시호 및 능묘
시호는 원경왕태후(元敬王太后)이며 능은 서울특별시 서초구 내곡동에 위치한 헌릉(獻陵)으로 태종과 쌍릉을 이루고 있다.

## 가족 관계
| 조선의 왕비 | 원경왕후 민씨 元敬王后 閔氏 | 출생                                                | 사망                                                           |
| 조선의 왕비 | 원경왕후 민씨 元敬王后 閔氏 | 1365년 7월 29일 (음력 7월 11일) 고려 개경 철동 사저 | 1420년 8월 27일 (음력 7월 10일) (55세) 조선 한성부 수강궁 별전 |

|    |                                     | 본관 | 생몰년          | 부모                          | 비고 |
| -- | ----------------------------------- | ---- | --------------- | ----------------------------- | ---- |
| 부 | 여흥부원군 민제 驪興府院君 閔霽     | 여흥 | 1339년 - 1408년 | 민변 閔忭 여산 송씨 礪山 宋氏 |      |
| 모 | 삼한국대부인 송씨 三韓國大夫人 宋氏 | 여산 | 1342년 - 1424년 | 송선 宋璿 달성 하씨 達城 夏氏 |      |

| 조선 제3대 국왕 | 태종 太宗 | 출생                                                  | 사망                                                                  |
| 조선 제3대 국왕 | 태종 太宗 | 1367년 6월 13일 (음력 5월 16일) 고려 함흥부 귀주 사제 | 1422년 5월 30일 (음력 5월 10일) (55세) 조선 한성부 연화방 수강궁 별전 |

| 작호 | 작호                                | 이름            | 생몰년                              | 배우자                              | 비고                     |
| ---- | ----------------------------------- | --------------- | ----------------------------------- | ----------------------------------- | ------------------------ |
| 장녀 | 정순공주 貞順公主                   |                 | 1385년 - 1460년                     | 청평부원군 이백강 淸平府院君 李伯剛 |                          |
| 차녀 | 경정공주 慶貞公主                   | 1387년 - 1455년 | 평양부원군 조대림 平壤府院君 趙大臨 |                                     |                          |
| 3녀  | 경안공주 慶安公主                   | 1393년 - 1415년 | 길창군 권규 吉昌君 權跬             |                                     |                          |
| 장남 | 양녕대군 讓寧大君 폐세자 廢世子     | 제 禔           | 1394년 - 1462년                     | 수성부부인 김씨 隨城府夫人 金氏     | 태종 18년(1418년) 폐세자 |
| 차남 | 효령대군 孝寧大君                   | 보 補           | 1396년 - 1486년                     | 예성부부인 정씨 蘂城府夫人 鄭氏     |                          |
| 3남  | 세종대왕 世宗大王 충녕대군 忠寧大君 | 도 祹           | 1397년 - 1450년                     | 소헌왕후 심씨 昭憲王后 沈氏         | 제4대 국왕               |
| 4녀  | 정선공주 貞善公主                   |                 | 1404년 - 1424년                     | 의산군 남휘 宜山君 南暉             | 남이의 할머니            |
| 4남  | 성녕대군 誠寧大君                   | 종 褈           | 1405년 - 1418년                     | 삼한국대부인 성씨 三韓國大夫人 成氏 |                          |
| -    | 대군                                |                 | 미상                                |                                     |                          |
| -    | 대군                                |                 | 미상                                |                                     |                          |
| -    | 대군                                |                 | 미상                                |                                     |                          |
| -    | 대군                                | 1412년 - 1412년 |                                     |                                     |                          |

## 원경왕후가 등장하는 작품
| - 《세종대왕》 (KBS, 1973년, 배우:김용림) - 《황희 정승》 (KBS, 1976년, 배우:박원숙) - 《추동궁 마마》 (MBC, 1983년, 배우:김영란) - 《용의 눈물》 (KBS, 1996년~1998년, 배우:최명길) - 《대왕 세종》 (KBS, 2008년, 배우:최명길) - 《정도전》 (KBS, 2014년, 배우:강세정) - 《육룡이 나르샤》 (SBS, 2015년~2016년, 배우:공승연) - 《퐁당퐁당 Love》 (MBC, 2015년, 배우:임예진) - 《조선구마사》 (SBS, 2021년, 배우:서영희) - 《태종 이방원》 (KBS1, 2021년~2022년, 배우:박진희) - 《원경 (드라마)》 (TVING, 2025년, 배우:차주영) | - 《순수의 시대》 (2015년, 배우:김사희) |

## 같이 보기
- 태종
- 세종
- 양녕대군
- 왕자의 난
- 민제

### 주해
1. ↑  양녕대군(1394년생)의 형들이므로 경안공주(1393년생) 보다 이전에 출생함

| 전임 정안왕후 | 조선 역대 왕후 1400년 11월 28일 ~ 1418년 8월 10일 | 후임 소헌왕후 |